# علي السيد (إمام)
السيد علي كان الإمام الحادي والأربعين لفرع قاسم شاه من الطائفة الإسماعيلية النزارية.
خلف السيد علي والده نزار شاه الثاني عندما توفي الأخير في أيلول 1722 م. ومثل والده، أقام في كهك في وسط بلاد فارس، حيث توفي في عام 1754 م.
دُفن في مقبرة أبيه في كهك، ويقع قبره في أكبر حجرات المقبرة. وخلفه ابنه السيد حسن علي.